# Siglo XX (Ort)
Siglo XX (deutsch: 20. Jahrhundert, ausgesprochen: „Siglo Veinte“) ist eine Bergarbeiterstadt im Departamento Potosí im südamerikanischen Anden-Hochland von Bolivien.

## Lage im Nahraum
Die Stadt Siglo XX ist zweitgrößte Ortschaft des Municipios Llallagua in der Provinz Rafael Bustillo. Die Stadt liegt auf einer Höhe von 3898 m unmittelbar angrenzend an die Nachbarstadt Llallagua, acht Kilometer nördlich der Provinzhauptstadt Uncía. Siglo XX ist eine reine Bergbausiedlung, die aus einfachen Reihenhäusern für die Bergleute des Bergwerks Siglo XX besteht.

## Geographie
Siglo XX liegt am Übergang des Hochlandes von Oruro in das Gebirge von Potosí. Die Stadt ist im Norden und Westen von Hochgebirgszügen der Cordillera Central begrenzt. Die Vegetation ist die der Puna, das Klima ein typisches Tageszeitenklima, bei dem die täglichen Temperaturschwankungen größer sind als die monatlichen Schwankungen.
Die mittlere Jahresdurchschnittstemperatur liegt bei 9 °C, die Monatsdurchschnittswerte schwanken zwischen knapp 5 °C im Juni/Juli und 11 °C von November bis März (siehe Klimadiagramm Uncía). Der Jahresniederschlag beträgt 370 mm und fällt vor allem in den Sommermonaten, die aride Zeit mit Monatswerten von maximal 10 mm dauert von April bis Oktober.

## Verkehrsnetz
Siglo XX liegt in einer Entfernung von 100 Kilometern südöstlich von Oruro, der Hauptstadt des gleichnamigen Departamentos.
Von Oruro führt die asphaltierte Nationalstraße Ruta 1 in südlicher Richtung 22 Kilometer über Vinto nach Machacamarquita, acht Kilometer nördlich von Machacamarca gelegen. In Machacamarquita zweigt die Ruta 6 in südöstlicher Richtung ab und erreicht über Huanuni und über Passhöhen von mehr als 4.500 m nach 79 Kilometern die Städte Llallagua und Siglo XX. Von dort führt die Ruta 6 weitere 98 Kilometer über Uncía nach Macha. In Macha zweigt eine unbefestigte Landstraße in südwestlicher Richtung ab und führt nach 33 Kilometern bei Ventilla wieder zurück auf die Ruta 1. Von hier aus bis zur Departamento-Hauptstadt Potosí sind es noch einmal 109 Kilometer.

## Wirtschaft
Die Zinnbergwerke bei Llallagua gehörten zu den größten und reichsten Erzlagerstätten der Welt, hier gründete der Zinnbaron Simón I. Patiño sein Weltimperium, hier befand sich das größte Bergwerk Lateinamerikas. Nach dem Zusammenbruch des Zinnmarktes in den 1980er Jahren wurden die bolivianischen Bergwerke reprivatisiert und viele nach und nach geschlossen, auch Siglo XX. Heute leben in Siglo XX noch viele Mineros, die auf eigene Faust oder in kleinen Kooperativen in den alten Bergwerksstollen unter miserablen Sicherheitsbedingungen arbeiten oder den Schutt der riesigen Abraumhalden nach Zinnresten durchsuchen.

## Bevölkerung
Die Einwohnerzahl der Stadt war seit dem Rückgang der Zinnproduktion rückläufig, hat sich inzwischen jedoch wieder stabilisiert:
| Jahr | Einwohner | Quelle       |
| ---- | --------- | ------------ |
| 1992 | 8169      | Volkszählung |
| 2001 | 7202      | Volkszählung |
| 2012 | 5834      | Volkszählung |
| 2024 |           | Volkszählung |

Die Region weist einen hohen Anteil an Quechua-Bevölkerung auf, im Municipio Llallagua sprechen 66,9 Prozent der Bevölkerung Quechua. Die Lebenserwartung im Municipio Llallagua beträgt 58,2 Jahre, die Alphabetisierungsquote bei den über 15-Jährigen liegt bei 83 Prozent.

## In Siglo XX geboren
- Domitila Barrios (1937–2012), bolivianische Menschenrechtlerin